# Eialete do Egito
```
   |-
       |
Erro:
:  
valor não especificado para "
nome_comum
"

   |-
       | 
Erro:
:  
valor não especificado para "
continente
"
```

O Eialete do Egito foi o resultado da conquista do Egito Mameluco pelo Império Otomano em 1517, após a Guerra Otomano-Mameluca (1516–1517) e a absorção da Síria no Império em 1516. O Egito foi administrado como um eialete do Império Otomano (em turco otomano: ایالت مصر‎‎; Eyālet-i Mıṣr) de 1517 a 1867, com uma interrupção durante a ocupação francesa de 1798 a 1801.
O Egito foi sempre uma província difícil para os sultões Otomanos controlarem, devido em parte ao poder e influência contínuos dos mamelucos, a casta militar Egípcia que governou o país durante séculos. Como tal, o Egito permaneceu semi-autônomo sob o controlo dos Mamelucos até ser invadido pelas forças francesas de Napoleão I em 1798. Depois que os franceses foram expulsos, o poder foi tomado em 1805 por Maomé Ali, um comandante militar Albanês do exército Otomano no Egito.
O Egito sob a dinastia de Maomé Ali permaneceu nominalmente uma província otomana. Foi concedido o status de um estado vassalo autônomo ou Quedivato em 1867. Ismail Paxá e Teufique Paxá governaram o Egito como um estado quase independente sob suserania otomana até á ocupação Britânica de 1882. No entanto, o Quedivato do Egito (1867-1914). ) permaneceu uma província de jure Otomana até 5 de Novembro de 1914, quando foi declarado um protetorado britânico em reação à decisão dos Jovens Turcos do Império Otomano de se juntarem à Primeira Guerra Mundial ao lado das Potências Centrais.

## Divisões administrativas
Depois de conquistar o Egito, os otomanos mantiveram as divisões criadas pelos mamelucos, que foram estruturados em 13 subprovíncias com 24 qirats. Ao contrário da situação em outras províncias otomanas, o termo sanjaco não carregava conotações territoriais, pois o sistema timar não foi aplicado lá. O posto de sanjaco-bei, que era padrão no Império, não foi usado no Egito.
As treze subprovíncias eram:
1. Monufia
2. Caliubia
3. Ocidental
4. Almançora
5. Oriental
6. Al-Buhaira
7. Giza
8. Faium
9. Afroditópolis
10. Hermópolis
11. Manfalute
12. Oxirrinco
13. Jirja

Além disso, havia uma sub-província de curta duração chamada Hatt-ı Üstuva que significava Equador em Turco Otomano, que foi estabelecido como um vilaiete e existiu de 1872 a 1882 cobrindo as áreas de hoje do Sudão do Sul e do Norte do Uganda, incluindo cidades como Lado e Uadelai.

### Grão-Vizires do Egito (1857–1878)
- Zulficar Paxá (1857–1858) (primeira vez)
- Mustafá Naili (1858–1861)
- Zulficar Paxá (1861–1864) (segunda vez)
- Ragibe Paxá (1864–1866) (primeira vez)
- Maomé Xarife Paxá (1866–1867) (primeira vez)
- Ragibe Paxá (1867–1868) (segunda vez)
- Maomé Xarife Paxá (1868–1872) (segunda vez)
- Nubar Paxá (1872)